# 马尔科·因诺琴蒂
马尔科·因诺琴蒂（義大利語：Marco Innocenti，1978年8月16日—），意大利男子射击运动员。他曾代表意大利参加2000年、2004年和2016年夏季奥林匹克运动会射击比赛，其中2016年奥运会获得一枚银牌。